# Heinrich Horch
Heinrich Horch (né le 12 décembre 1652 à Eschwege, mort le 5 août 1729 à Kirchhain) est un pasteur protestant allemand devenu mystique chrétien.

## Biographie
Son père, Georg Horch, est boulanger de la cour et conseiller du landgrave réformé Maurice de Hesse-Cassel, sa mère Anna Katharina Baum a des origines nobles. En 1670, il commence des études de théologie à Marbourg, qu'il poursuit à Brême, où il devient l'élève de Theodor Undereyck. De retour à Marbourg en 1674, il étudie également la médecine et la physique. À partir de 1683, il travaille comme diacre de l'Église du Saint-Esprit de Heidelberg. Il est soupçonné à ce moment-là d'être un chiliaste. En 1685, il se rend à Kreuznach comme pasteur et prédicateur de l'église Saint-Paul. En 1686, Horch obtient son doctorat à Heidelberg et est pasteur réformé à l'église du Saint-Esprit à Heidelberg et plus tard à Francfort-sur-le-Main (1689). En 1690, il devient pasteur à Herborn et professeur de théologie à l'université réformée de cette ville. Il est influencé et radicalisé ici par le prophète séparatiste Balthasar Christoph Klopfer, qu'il soutient en 1697 lors de son emprisonnement. Peu avant, de janvier à avril 1697, il correspond avec Gottfried Wilhelm Leibniz, qui le considère comme un allié dans ses efforts de rapprochement des confessions protestantes.
Le 15 février 1698, il est démis de ses fonctions ; il avait décrit les universités comme l'œuvre du diable en août 1697. En prévision de l'Empire millénaire, il organise des communautés dans la Hesse ; à Marbourg, il réussit à convaincre la maison Sayn-Wittgenstein-Berleburg. Certains chercheurs (Breuer, Hochhuth) pensent qu'il influença Eva von Buttlar. Il séjourne également temporairement à Berleburg et est en contact avec d'autres séparatistes tels que Samuel Heinrich König et Johann Henrich Reitz. Konrad Bröske lui donne refuge à Offenbach.
Il est emprisonné à Herborn de novembre 1699 au 12 juillet 1700 puis quelques mois en 1701. Il est plus tard traité comme un malade mental dans un hôpital à Haina. Après sa guérison, il déclare son retour à l'Église réformée. Cependant, il continue à faire campagne pour une réforme de l'Église « corrompue », comprend la Bible de manière mystique et attend le millénaire, comme en témoigne également la Bible de Marbourg publiée en 1712 avec Ludwig Christoph Scheffer, dans laquelle le Cantique des cantiques et l'Apocalypse en particulier sont interprétées de manière mystique.
Son ouvrage Sacerdotium Romanum, una cum ejus sacrificio..., publié en 1690, est mis à l’Index librorum prohibitorum le 21 novembre 1690.